# Kassala
Kassala   (în arabă كسلا) este un oraș  în partea de est a Sudanului. Este reședinta  statului Kassala. Conform unei estimări oficiale din 2009, localitatea avea o populație de 474.115 locuitori. Centru universitar din 1990.